# Manfred Schukowski
Manfred Schukowski (* 16. Januar 1928 in Stralsund; † 14. März 2025 in Rostock) war ein deutscher Hochschullehrer, Lehrer und Verfasser von Werken zu Astronomischen Uhren.

## Leben
Manfred Schukowski wuchs in Stralsund auf und besuchte von 1934 bis 1944 dort die Schule. 1945 wurde er Matrose auf der Schwedenschanze. Nach dem Zweiten Weltkrieg war er als Neulehrer tätig, ab 1946 an der Zentralschule in Koblentz und von 1947 bis 1949 an der Schule in Negast. 1948 legte er die Erste Lehrerprüfung ab, 1949 bis 1950 belegte er den Fachkurs Mathematik/Physik am Diesterweg-Institut für Lehrerbildung in Putbus. Die Zweite Lehrerprüfung legte er 1950 ab und war von 1950 bis 1953 Lehrer für Mathematik und Physik an der Oberschule Torgelow. Von 1953 bis 1954 besuchte er den Sonderlehrgang Physik an der Pädagogischen Hochschule „Karl Liebknecht“ in Potsdam.
Von 1954 bis 1959 und von 1962 bis 1965 war Manfred Schukowski wissenschaftlicher Mitarbeiter/Lektor am Lehrstuhl Physik-Methodik des Pädagogischen Institutes „N. K. Krupskaja“ Halle-Köthen. Dazwischen war er von 1959 bis 1962 Lehrer am Gymnasium für deutsche Sprache in Lowetsch (Bulgarien). 1963 erwarb er extern die Lehrbefähigung für Astronomie in der Abiturstufe an der Pädagogischen Hochschule Potsdam. Von 1965 bis 1969 war er Fachrichtungsleiter Physik/Astronomie an der Schulverwaltung des Bezirkes Rostocks der DDR. Er war von 1969 bis 1990 als verantwortlicher Mitarbeiter für Lehrerbildung tätig.
1970 wurde er an der Universität Rostock promoviert, wo er sich 1979 habilitierte; seit 1977 führte er den Titel Professor.
Seit 1978 beschäftigte er sich mit astronomischen Monumentaluhren. Er berechnete die neue Kalenderscheibe der astronomischen Uhr der Rostocker Marienkirche, die zum 1. Januar 2018 in Gebrauch genommen wurde und bis 2150 geht. Manfred Schukowski lebte in Rostock.

## Schriften
Manfred Schukowski publizierte diverse Schriften zur Methodik des Physik- und Astronomieunterrichts, sowie Lehrbücher und zahlreiche Arbeiten über astronomische Uhren im Ostseeraum, darunter mehrere Bücher.
- mit Thomas Helms: Sonne, Mond und zwölf Apostel. Die Astronomische Uhr in der Marienkirche zu Rostock. Helms, Schwerin 2012, ISBN 978-3-940207-76-0.
- Wunderuhren. Astronomische Uhren in Kirchen der Hansezeit. Helms, Schwerin 2006, ISBN 3-935749-03-1.
- Astronomie. Volk und Wissen, Berlin 1999, ISBN 3-06-081010-9.
- mit Helmut Bernhard, Klaus Lindner: Wissensspeicher Astronomie. Volk und Wissen, Berlin 1995, ISBN 3-06-081705-7.
- Die astronomische Uhr in St. Marien zu Rostock. Langewiesche, Königstein im Taunus 1992, 3., erweiterte und aktualisierte Auflage 2020, ISBN 978-3-7845-1237-2 (mit englischem Summary).

## Ehrungen
- 1995 Kulturpreis der Hansestadt Rostock
- 2013 Philipp-Matthäus-Hahn-Medaille  der Deutschen Gesellschaft für Chronometrie